# Liste der Baudenkmäler in Mönchengladbach
Die Liste der Baudenkmäler in Mönchengladbach enthält die denkmalgeschützten Bauwerke auf dem Gebiet der Stadt Mönchengladbach in Nordrhein-Westfalen (Stand: 8. Juni 2021). Diese Baudenkmäler sind in der Denkmalliste der Stadt Mönchengladbach eingetragen; Grundlage für die Aufnahme ist das Denkmalschutzgesetz Nordrhein-Westfalen (DSchG NRW).

Baudenkmäler sind „Denkmäler, die aus baulichen Anlagen oder Teilen baulicher Anlagen bestehen“.
2021 umfasste die Denkmalliste der Stadt Mönchengladbach rund 1000 Baudenkmäler, darunter 651 Wohnhäuser, 79 Wohn- und Geschäftshäuser, 65 Kirchen, Kapellen oder Klöster, 62 öffentliche Gebäude, 45 Kleindenkmäler, 39 Hofanlagen, 18 Wehranlagen, Burgen oder Adelssitze, 17 Geschäftshäuser, Verwaltungsgebäude oder handwerkliche Betriebe, 16 Industrieanlagen sowie acht Friedhöfe.

## Baudenkmäler
Die Liste umfasst, falls vorhanden, eine Fotografie des Denkmals, als Bezeichnung falls vorhanden den Namen, sonst kursiv den Gebäudetyp, den Ortsteil, in dem das Baudenkmal liegt, und die Adresse, das Datum der Unterschutzstellung und die Eintragungsnummer der unteren Denkmalbehörde der Stadt Mönchengladbach. Der Name entspricht dabei der Bezeichnung durch die untere Denkmalbehörde der Stadt Mönchengladbach. Abkürzungen wurden zum besseren Verständnis aufgelöst, die Typografie an die in der Wikipedia übliche angepasst und Tippfehler korrigiert.
Die Liste ist alphabetisch nach Denkmalnummer sortiert.
| Bereich          | Liste                                                           |
| ---------------- | --------------------------------------------------------------- |
| Nr. A–C          | siehe Liste der Baudenkmäler in Mönchengladbach (Denkmäler A–C) |
| Nr. D–F          | siehe Liste der Baudenkmäler in Mönchengladbach (Denkmäler D–F) |
| Nr. G–J          | siehe Liste der Baudenkmäler in Mönchengladbach (Denkmäler G–J) |
| Nr. K–M          | siehe Liste der Baudenkmäler in Mönchengladbach (Denkmäler K–M) |
| Nr. N–P          | siehe Liste der Baudenkmäler in Mönchengladbach (Denkmäler N–P) |
| Nr. Q–S (Sch/St) | siehe Liste der Baudenkmäler in Mönchengladbach (Denkmäler Q–S) |
| Nr. T–Z          | siehe Liste der Baudenkmäler in Mönchengladbach (Denkmäler T–Z) |